# Sant Martí de Teià
Sant Martí de Teià és una església de Teià (Maresme) inclosa a l'Inventari del Patrimoni Arquitectònic de Catalunya.

## Història
La vil·la de Taliano, que va donar nom a l'església i al terme, surt esmentada el 961, i quatre anys més tard s'esmenta l'església, que fou donada a la seu de Barcelona (el 1969 se'n va commemorar el mil·lenari).
Al llarg del temps, l'església experimentà restauracions després del 1330 i del 1439, fins que fou totalment reedificada a partir del 1574, sota la direcció del mestre de cases Antoni Mateu i a un preu fet de 1.500 lliures barcelonines. Al contracte, signat el 31 d'agost d'aquest any pel rector de Sant Martí, batlle i síndics de la parròquia, se li demana la restauració d'una petita església prenent com a model l'església deel Convent dels Àngels de Barcelona, i el portal gran era d'acord amb la forma i traça de l'església del monestir de Santa Elisabet de Barcelona però amb les mides adequades a l'obra.
El 1902, fou restaurada la façana lateral que confronta amb la plaça, is'estucà l'interior de la nau, s'hi construïren les baranes de les tribunes i s'obrí el gran finestral de la façana principal. El [1986, el Departament de Cultura de la Generalitat de Catalunya subvencionà la restauració del temple.

## Descripció
És un temple de nau única, coberta amb volta de creueria amb els nervis destacats per sis claus d'arc. Exteriorment, l'església es troba diferenciada en dos cossos, un corresponent a la nau i l'altre format pel campanar, de planta quadrada, finestres d'arc de mig punt al cos superior i coronat per merlets triangulars, iguals que tots els que envolten l'edifici.
A l'exterior, destaca l'estranya composició de la façana principal, amb una porta d'estil renaixentista i un finestral gòtic florit sobre uns murs completament nus i llisos, que mostren la pedra viva.  Està precedida per una escalinata que fa d'accés al portal. Aquest, realitzat amb pedra picada de Montjuïc, és format per un frontó triangular i un entaulament suportat per columnes de capitell corinti i base conformada per un petit plint. Destaca, al damunt del frontó, un relleu en pedra amb la figura de Sant Martí muntat a cavall, tot partint la capa que encara duu posada per a donar-li al pobre (figura més petita que té al davant) i que sesembla aprofitat del temple antic (segles xii-xiii). Al damunt del portal hi ha un gran finestral neogòtic, concretament d'estil gòtic florit, amb traceries i florons decoratius, que fou afegit en època moderna.
El campanar és una torre quadrada, amb les campanes sobre una estructura de ferro.
Al l'interior es conserva un retaule que presideix l'altar major, amb unes pintures interessants del començament del segle xvii, obra de Lluís Gaudín. Les capelles laterals estan cobertes amb volta nervada, i trifori a la part superior, cobert també per volta nervada i amb baranes decorades per rosasses amb traceria. L'absis és pentagonal. Destaquen les claus de volta esculpides en pedra i l'acabament dels nervis, que descansen sobre mènsules a l'alçada de l'arrencament dels arcs.